# The Honeymoon Surprise
The Honeymoon Surprise è un cortometraggio muto del 1917 scritto e diretto da Leslie T. Peacocke. Prodotto dalla Victor Film Company, aveva come interpreti Fred Church, Eileen Sedgwick, Claire Du Brey, Charles Perley.

## Produzione
Il film fu prodotto dalla Victor Film Company.

## Distribuzione
Distribuito dall'Universal Film Manufacturing Company, il film - un cortometraggio in una bobina - uscì nelle sale cinematografiche degli Stati Uniti il 23 gennaio 1917.